# Schell-plan
Het Schell-plan was een Duits plan uit de Tweede Wereldoorlog, gerichte op standaardisatie.
Adolf von Schell was een generaal van de Wehrmacht die al vóór de Tweede Wereldoorlog op het idee kwam een aantal modellen van auto's, vrachtauto's en motorfietsen te standaardiseren. Daardoor konden alle merken slechts een beperkt aantal typen bouwen, hetgeen de onderdelenvoorziening voor de Wehrmacht vereenvoudigde. Dat betekende wel dat een groot aantal merken in Duitsland en de bezette gebieden werd opgeheven, omdat ze niet pasten in dit Schell-plan. Enkele voorbeelden: de motorfietsmerken Presto in Chemnitz en Böhmerland in Schönlinde (Bohemen). Het Schell-Plan werd op 2 maart 1939 ingevoerd.